# Poecilmitis blencathra
Poecilmitis blencathra är en fjärilsart som beskrevs av Heath och Ball 1992. Poecilmitis blencathra ingår i släktet Poecilmitis och familjen juvelvingar. Inga underarter finns listade i Catalogue of Life.